# Mingo Rangel
Carlos Alberto Rangel de Andrade mais conhecido por Mingo Rangel (Beira, Moçambique, 1958 – 25 de dezembro de 2024), foi um músico, cantor, compositor e escritor moçambicano. Fez parte do grupo Trio Odemira enquanto guitarrista.

## Percurso
Nascido em Moçambique na cidade da Beira, cedo iniciou os seus estudos de guitarra clássica com o professor Alfredo Costa.
Possuidor de carteira profissional de músico desde 1979, altura em que se encontrava a cumprir o serviço militar obrigatório no Hospital Militar à Estrela.
Pouco tempo depois passou a integrar o grupo musical português Trio Odemira, como guitarrista.
Integra ainda regularmente a Grand Union Orchestra sediada em Londres,  com a qual tem realizado espectáculos por diversos países europeus. (Holanda, Irlanda, França e Reino Unido).
Foi com esta orquestra que gravou um disco na famosa sala Queen Elizabeth Hall , participou no Festival de Música de Setúbal e tocou na Fundação Calouste Gulbenkian .
Fez parceria com Lura, a nova revelação da música de Cabo Verde.
São de sua autoria alguns sucessos gravados e interpretados por nomes sonantes do panorama musical  lusófono tais como: Paulo de Carvalho, Dany Silva, Maria João Silveira, Tito Paris, João Afonso, entre outros.
Também obteve a colaboração da conceituada cantora galega Uxía Senlle num poema por ele musicado de Federico García Lorca.
São de sua autoria os livros “Roupa Lavada” e “Na Ardósia”.
Igualmente autor de algumas peças de teatro e amante da escrita, publicou três livros de poesia, e através da sua própria editora (Ai de mim se não for eu) está em fase de conclusão de um novo romance. (Marés de arroz… marés do arrojo.)
Musicou parte da Lírica de Camões na peça “Para cantar de ti” com os actores Henrique Canto e Castro e Luísa Ortigoso.
Escreveu a peça de teatro “Só nós dois” onde contou com a especial interpretação da actriz Eugénia Bettencourt.
Também se dedicou à prática do ensino de guitarra clássica.